# Валевачівська сільська рада
Валевачівська сільська рада (біл. Валевацкі сельсавет) — адміністративно-територіальна одиниця в складі Червенського району розташована в Мінській області Білорусі. Адміністративний центр — Войнилове.
Валевачівська сільська рада розташована в центральній частині Білорусі, і в центрі Мінської області орієнтовне розташування — супутникові знимки [Архівовано 25 серпня 2011 у WebCite], на північний захід від районного центру —  Червеня.
До складу сільради входять 23 населених пунктів:
- Перше Травня • Вишенька • Валевачі • Волковиськ • Глинище • Гребінка • Залісся • Запасення • Згурськ • Ільїнка • Камійки • Карпилівка • Червона Гора • Червона Нива • Кривопілля • Нежівка • Погулянка • Проворне • Слобода • Станево • Чорноградь • Ягідка • Ялча.